# 赫伯特·格莱斯顿
赫伯特·格莱斯顿，第一代格莱斯顿子爵，GCB，GCMG，GBE，PC，JP（1854年1月7日—1930年3月6日），英国自由党政治家，威廉·格莱斯顿最小的儿子，他于1905年至1910年担任两届自由党内阁的内政大臣，后在1910年至1914年期间转任南非总督。
1899年，赫伯特被任命为自由党党鞭，他提供了长期方案从而避免党在第二次布尔战争中再度分裂，并引入了更现代的选区结构，鼓励工人阶级出身的党员参加议会选举。他在1903年与工党领袖的秘密会议上达成了《格莱斯顿-麦克唐纳协定》，协议规定凡拥有两个席位的选区，将安排自由党和工党候选人在竞选中不分票。历史学家对他在1906年议会选举中帮助自由党取得胜利给予了很高的评价。
他于1905年升任内政大臣后，负责制定了《工人补偿法》、《工厂车间法案》以及在1908年《煤矿管理法》中引入了八小时工作制。历史学家约翰·格里格表示：“虽然他的名字并不经常出现在任何激进改革者的名单中，但他的激进记录在亨利·坎贝尔-班纳曼政府中确是首屈一指的。他不是煽动者而是一个优秀的自由党政治家，他的常识使他在国家干预的问题上不像他那著名的父亲那样激进。”赫伯特在内政部任职期间曾与时任内政次官的赫伯特·塞缪尔，一起在议会推动了逾34项法案的通过。

## 延伸阅读
- Brown, Kenneth D. “The Appointment of Herbert Gladstone as Liberal Chief Whip in 1899.” in Labour and Working-Class Lives: Essays to Celebrate the Life and Work of Chris Wrigley, edited by Keith Laybourn and John Shepherd, (Manchester University Press, 2017), pp. 31–47, online.
- Cooke, A. B., and J. R. Vincent. “Herbert Gladstone, Forster, and Ireland, 1881-2.” Irish Historical Studies 17#68 (1971), pp. 521–48, online part 1 （页面存档备份，存于）.
  - . “Herbert Gladstone, Forster, and Ireland, 1881-2 (II).” Irish Historical Studies 18#69 (1972): 74–89. online part 2 （页面存档备份，存于）.
- Hesilrige, Arthur G. M. . London: Dean & Son. 1921: 400.
- Lloyd, T. O. "The whip as paymaster: Herbert Gladstone and party organization." English Historical Review 89.353 (1974): 785–813. in JSTOR （页面存档备份，存于）
- Machin, Ian. "Herbert Gladstone" in Dictionary of Liberal Biography, Brack et al. (eds.) Politico's, 1998
- Magnus, Philip, , London: John Murray, 1964, ISBN 0140026584
- Matthew, H. C. G. "Gladstone, Herbert John, Viscount Gladstone (1854–1930)", Oxford Dictionary of National Biography, Oxford University Press, 2004; online edn, Sept 2010 accessed 11 Feb 2017 doi:10.1093/ref:odnb/33417